# Furcina
Furcina is een geslacht van straalvinnige vissen uit de familie van donderpadden (Cottidae).

## Soorten
- Furcina ishikawae Jordan & Starks, 1904
- Furcina osimae Jordan & Starks, 1904